# Trogon melanocephalus
Trogon melanocephalus là một loài chim trong họ Trogonidae.